# Јуре Каштелан
Јурај Јуре Каштелан (Закучац, 18. децембар 1919— Загреб, 24. фебруар 1990) био је хрватски песник.
Ратних година 1941 — 1945. био је припадник Народноослободилачког покрета. До 1980. године је био предавач Катедре за теорију књижевности на Филозофском факултету у Загребу, а неко време и лектор на Сорбони. У почетку наставља традиционални израз хрватске поезије који затим проширује европским видицима (највећи утицај на његово стваралаштво је извршио Федерико Гарсија Лорка). Један је од утемељивача модерног хрватског песничког израза. Објављивао је и чланке, прозу, есеје и драме у којима је присутна митска концепција.
Преводио је са руског, италијанског језика, француског језика, шпанског језика и чешког језика.

## Збирке
- „Црвени коњ“,
- „Пијетао на крову“,
- „Бити или не“,
- „Мало камена и пуно снова“,
- „Дивље око“,
- „Чудо и смрт“.

## Награде
Добитник је Награде "Владимир Назор" за животно дело 1984. године.